# 国土技術研究センター

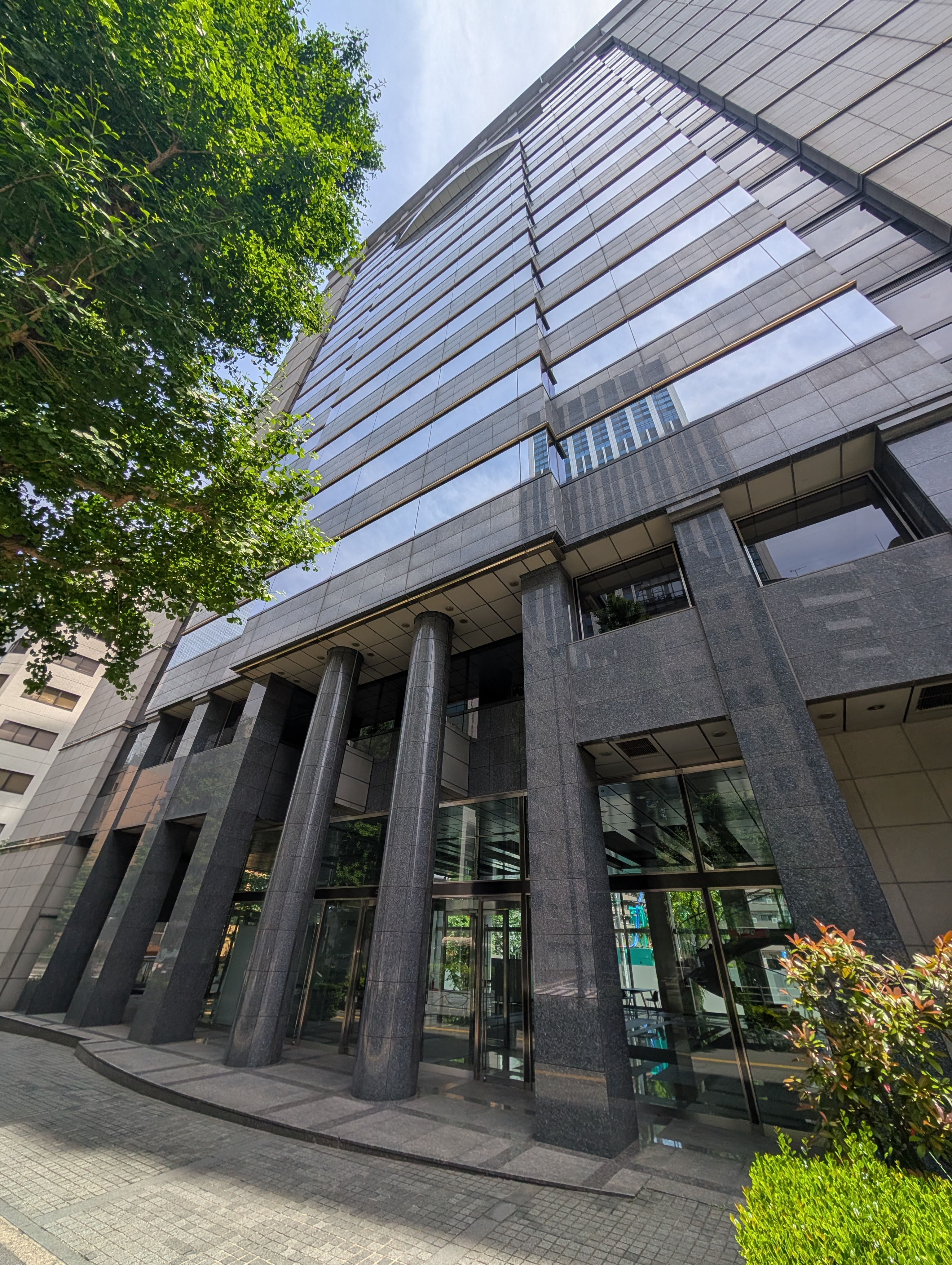
国土技術研究センターが入居するニッセイ虎ノ門ビル

一般財団法人国土技術研究センター（こくどぎじゅつけんきゅうセンター、英称：Japan Institute of Country-ology and Engineering、略称：JICE）は、国土交通行政の基盤となる重要な課題に対して調査・研究と政策提言を行うとともに、国民にわかりやすく情報発信を行っている法人。元国土交通省所管。

## 概要
- 所在：東京都港区虎ノ門3-12-1
- 設立：1973年6月30日
- 理事長：徳山日出男（元・国土交通事務次官）

2010年3月9日、「事業仕分け (行政刷新会議)第2弾」において、仕分け対象枠の公益法人に選定された。

## 組織
2009年6月1日より、国土交通行政（主として旧建設省関係）に対する政策提言を図るため、同財団内に「国土政策研究所」という内部研究機関を設置し、旧来の組織機構も一新した。所長は理事長が兼務する。各グループ（旧各部相当）の役職は「総括」に、次長職が「副総括」に改称されたが、その他の役職の名称は変更されていないものと思われる。
- 総務部
- 情報・企画部
- 国土政策研究所
- 河川政策グループ
- 道路政策グループ
  - ITS推進室
- 都市・住宅・地域政策グループ
- 技術・調達政策グループ

### 国土政策研究所
- 所長
- 総括研究員（＝常勤理事兼務）
  - 事務局（＝情報・企画部）
    - 河川政策研究員
    - 道路政策研究員
    - 都市政策研究員
    - 住宅政策研究員
    - 公共調達政策研究員
    - 技術開発政策研究員
    - 国土空間政策研究員

## 国土技術開発賞
「（抜粋）建設産業におけるハードな技術のみならず、ソフトな技術も含めた広範な新技術を対象として表彰するものであり、技術開発者に対する研究開発意欲の高揚並びに建設技術水準の向上を図ることを目的として行うもの」として国土技術開発賞が授与されている。